# Nederlands Gereformeerd Seminarie
Het Nederlands Gereformeerd Seminarie was een kleinschalige, gerichte opleiding op universitair niveau tot (Nederlands Gereformeerd) predikant. De opleiding werd gegeven door docenten en dominees, vaak met jarenlange ervaring. Op deze manier werd niet alleen theorie, maar ook praktijkervaring overgedragen. Het seminarie was gevestigd in Amersfoort. In 2015 sloot het seminarie zijn deuren. Tegenwoordig worden Nederlands Gereformeerde predikanten opgeleid aan de Theologische Universiteit Apeldoorn en de daaraan gekoppelde Nederlands Gereformeerde Predikantenopleiding.

## Reden voor de oprichting
"Studenten, zo tegen het afstuderen aan, laten zich weleens met zorg uit: 'We hebben eigenlijk maar heel weinig oefening gekregen in de omgang met de Bijbel". 
Anno 2005 bestaan theologische studies aan de Nederlandse universiteiten met name uit de wetenschappelijke bestudering van godsdienstwetenschappen. Afgestudeerde studenten aan deze opleidingen zouden daardoor minder voorbereid zijn op hun taak als voorganger in een kerkelijke gemeente. Aan de andere kant zijn er veel kerkelijke gemeenten op zoek naar een voorganger die "herder" en "leraar" wil zijn van de gemeente, en die daarbij de inhoud van de Bijbel niet uit het oog verliezen. 
Door middel van dit seminarie werd geprobeerd om dit gat te dichten.